# 第18师团
第18师团是大日本帝國陸軍的一個陸軍師。该师团参加了南京大屠杀。

## 歷史
第18師的組成原本是為了日俄戰爭後的軍備增強政策因此於明治40年11月13日增設之師團，在第一次世界大戰中參加了青島戰役。戰後因日本參加西伯利亞出兵導致軍費超過預算負荷，在大正11年（1922年）時決定納入三階段裁軍的裁撤行列，大正14年（1925年）5月與第13師團、第15師團、第17師團一起裁撤。
抗日戰爭爆發後，為了應付中國大陸的戰局日本決定進行擴軍計畫，第18師於1937年9月9日重建，在經過短暫訓練後納入第10軍指揮投入淞滬會戰中期之杭州灣登陸作戰以及南京保衛戰，並參與了南京大屠殺（日方自稱治安維持）。
1938年9月，改隸屬第21軍執行廣東進攻作戰，10月21日與第104师团同時登陸大亞灣佔領廣州，之後長時間在華南地區進行治安維持等相關任務，直到1941年太平洋戰爭爆發後改編入山下奉文率領的第25軍投入馬來亞戰役，在新加坡被日軍佔領之後改編入15軍進行緬甸戰役，之後長時間駐紮緬甸防衛盟軍進攻，部隊大部分位於緬北，步兵第114聯隊轉用於松山守備隊。
1943年末，國民政府發動滇西緬北戰役，位於緬北戰線的第18師團遭到中國駐印軍與中國遠征軍的聯合夾擊。
1944年3月第18師團在胡康河谷與密支那戰役遭到中國遠征軍的毀滅性打擊，主力崩散。
另外位於松山守備步兵第114聯隊則在同年9月松山戰役時遭到中國遠征軍殲滅，最後僅有少數兵力突圍，殘存兵卒最後無法恢復戰力，僅在緬甸森林遊擊直至1945年戰爭結束。
根據戰後統計，投入緬甸戰役的31,444名士兵中有2萬人以上戰死。

## 初次编组

### 兵员及军官

#### 師團概要
- 通稱號：無
- 編成時期：明治40年11月13日
- 廢止：大正14年5月1日
- 編成地：久留米
- 補充担任：第十八師管（久留米）
- 最終位置：青島

#### 師團長
- 木村有恒：明治40年11月13日 - 明治43年11月30日
- 大迫尚道：明治43年11月30日 - 大正元年12月26日
- 神尾光臣：大正元年12月26日 - 大正3年11月26日
- 齋藤力三郎：大正3年11月26日 - 大正4年6月4日
- 柴勝三郎：大正4年6月4日 - 大正8年7月25日
- 高山公通：大正8年7月25日 - 大正11年8月15日
- 金谷範三：大正11年8月15日 - 大正14年5月1日（廢止）

#### 第18师团
- 步兵第23旅團：旅團長小野龜甫少將 
  - 步兵第46聯隊（大村）
  - 步兵第55聯隊（佐賀）
- 步兵第24旅團
  - 步兵第48聯隊（久留米）
  - 步兵第56聯隊（久留米）
- 步兵第35旅團：旅團長手探省3少將
  - 步兵第116聯隊
  - 步兵第124聯隊
- 騎兵第22聯隊
- 野砲兵第24聯隊
- 獨立山砲兵第3聯隊
- 工兵第18大隊
- 飛行第4大隊
- 輜重兵第18大隊
- 通信隊
- 衛生隊：第1至第4野戰醫院

## 再次编组

### 兵员及军官

#### 師团概要
- 通称号：菊
- 编成時期：1937-09-09昭和12年9月9日
- 废止：昭和20年
- 编成地：久留米
- 補充担任：久留米師管区
- 最终位置：緬甸吉桃

#### 師团长
- 牛島貞雄 中将：1937年（昭和12年）9月11日－1938年（昭和13年）7月15日
- 久納誠一 中将：1938年（昭和13年）7月15日－1940年（昭和15年）2月10日
- 百武晴吉 中将：1940年（昭和15年）2月10日－1941年（昭和16年）4月10日
- 牟田口廉也 中将：1941年（昭和16年）4月10日－1943年（昭和18年）3月18日
- 田中新一 中将：1943年（昭和18年）3月18日－1944年（昭和19年）9月22日
- 中永太郎 中将：1944年（昭和19年）9月22日－终战

#### 最終隷下部隊
第18师团
- 步兵第55联队（大村）：山崎四郎
- 步兵第56联队（久留米）：佐藤又三郎
- 步兵第114联队（福冈）：大塚宏
- 搜索第18联队
- 山炮兵第18联队：江口太郎
- 工兵第12联队：井上義一郎
- 輜重兵第12联队：水谷虎吉
- 第18师团第1通信队：山崎達男
- 第18师团第2通信队：土生洋平
- 第18师团卫生队：小倉弘成
- 第18师团第1~4野战病院
- 第18师团防疫給水部：尾能吉一
- 第18师团病马厂：安梅寿永

第18师团编合
- 独立速射炮第13大队
- 野战重炮兵第21大队